# Pyrota divirgata
Pyrota divirgata is een keversoort uit de familie van oliekevers (Meloidae). De wetenschappelijke naam van de soort is voor het eerst geldig gepubliceerd in 1867 door Villada & Penafiel.